# Kerstin Högstrand

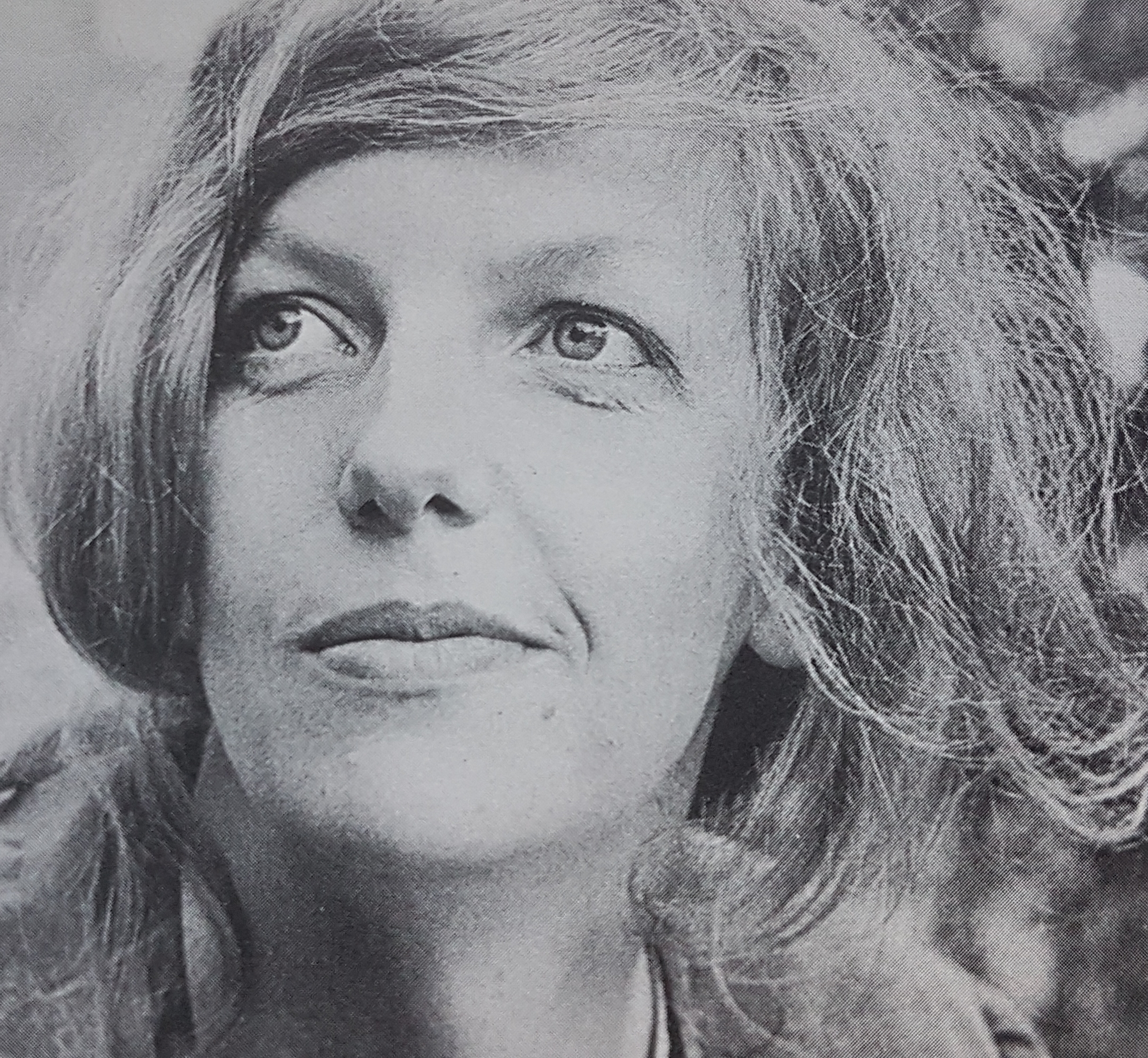
Kerstin Högstrand

Kerstin Högstrand Nilsson, född 19 januari 1943 i Nordmarken, död 12 juni 2019 i Årjäng, var en svensk bildkonstnär, grafiker och lärare vid Kyrkeruds estetiska folkhögskola. Hon ägnade sig bland annat åt att illustrera bilderböcker. Hon och konstnären Lars Lerin publicerade i ett flertal böcker sin brevväxling.
Högstrand finns representerad vid bland annat Örebro läns landsting.

## Priser och utmärkelser
- 2006 – Årets värmlandsförfattare